# Barraca del camí del Corral del Fortuny I
La Barraca del camí del Corral del Fortuny I és una barraca de pedra seca del Pla de Santa Maria (Alt Camp) inclosa a l'Inventari del Patrimoni Arquitectònic de Catalunya.

## Descripció
Les seves restes demostren que havia estat una gran construcció, que presentava en les seves façanes frontal i posterior, un cert arrodoniment tot i ser de planta rectangular, tenint també en compte els seus graonats laterals. El seu portal dovellat està avançat respecte de la façana frontal, formant així un passadís junt amb les parets provinents dels laterals. La seva orientació és sud-oest.
La seva planta interior és rectangular. Les seves mides són de 4'30m de fondària i 2'50m d'amplada. No disposa d'elements funcionals, excepte un rebost o amagatall a la seva dreta. El portal d'accés mesura 0'60m d'amplada i 0'90m d'alçada. És un espai llarg i estret, amida: 3'25m de llargada, 0'60m d'amplada i 0'90m d'alçada.